# Квіти Содому
«Квіти Содому» — роман українського письменника Олеся Ульяненка, написаний 2005 року й надрукований посмертно 2012 року у видавництві «Фоліо». Назва роману відсилає до двох інших творів — «Квіти зла» Шарля Бодлера та «Сто двадцять днів Содому» маркіза де Сада. Фрагменти роману публікувалися в журналі «Кур'єр Кривбасу». Роман «Квіти Содому» очолив читацький рейтинг «Читають всі», який проводився у соціальній мережі Facebook. Це своєрідний «народний» рейтинг найкращих книжок 2012 року.

## Структура
Роман складається з трьох частин: «Оксамитові очі демона», «Крила ангелів», «Альфа й Омега», кожен розділ написано від окремого персонажа.

## З анотації видавництва
За яких обставин людина може опинитися на самому дні і чи може вона, навіть маючи бажання, вирватися звідти і повернутися до нормального життя? Чи можна змінити свою долю, якщо ти з дитинства приречений жити серед покидьків? На ці та багато інших питань намагаються знайти відповідь герої роману Олеся Ульяненка «Квіти Содому».

## Нагороди
- 2013 — «Книжка року — 2012» у номінації «Красне письменство», категорія «Сучасна українська проза/есеїстика/драматургія» (номінація)[3][4].